# 喀斯喀特縣 (蒙大拿州)
喀斯喀特縣（英語：Cascade County）是美国蒙大拿州中西部的一個縣。面積7,023平方公里。根據美國2020年人口普查，共有人口84,414人。縣治大瀑布城。該縣成立於1887年9月12日，縣名喀斯喀特是法语「瀑布」的意思，指的是密苏里河上的瀑布群。